# هیوسانگ آر.ایکس۱۲۵
هیوسانگ آر. ایکس۱۲۵ (انگلیسی: Hyosung RX125) یک موتورسیکلت سبک‌وزن دو منظوره (هم برای جاده و خارج از جاده) بود،  که توسط شرکت موتورسیکلت سازی هیوسانگ در کره جنوبی تولید می‌شد. این محصول از سال ۱۹۹۸ تا ۲۰۰۹ تولید شد و در بسیاری از بازارها از جمله: آسیا، اروپا، آمریکای شمالی، اروپا و اقیانوسیه موجود است. آر. ایکس۱۲۵ دارای یک انجین ۱۲۵ سی‌سی تک‌سیلندر، هواخنک (بدون‌رادیاتور) می‌باشد. حداکثر توان خروجی (۱۲ اسب بخار) موتور ۹ کیلووات در ۸۵۰۰ دور بر دقیقه است.